# Козія (Хунедоара)
Козія (рум. Cozia) — село у повіті Хунедоара в Румунії. Входить до складу комуни Киржиць.
Село розташоване на відстані 300 км на північний захід від Бухареста, 5 км на захід від Деви, 116 км на південний захід від Клуж-Напоки, 125 км на схід від Тімішоари.

## Населення
За даними перепису населення 2002 року у селі проживали 184 особи, з них 183 особи (99,5%) румунів. Рідною мовою 183 особи (99,5%) назвали румунську.